# سكانتيا
سكانتيا هي قرية تقع في إقليم ياش في رومانيا وبلغ عدد سكانها 	4,242 نسمة في عام 2002.